# Magnus Goodman
Magnus Goodman (Winnipeg, 18 maart 1898 - Dade City (Florida), 18 juli 1991) was een Canadese ijshockeyspeler. Goodman mocht met zijn ploeg de Winnipeg Falcons deelnemen aan de Olympische Zomerspelen 1920 in Antwerpen. Goodman won met zijn ploeggenoten de gouden medaille. In 1925 werd Goodman professional bij de Duluth Hornets. Goodman beëindigde in 1939 zijn carrière. Goodman was de laatst overlevende van de gouden ploeg van 1920.